# Éléor
Albums de Dominique A
Vers les lueurs
(2012) Toute latitude
(2018)
Éléor est le dixième album studio du chanteur français Dominique A paru le 16 mars 2015 sur le label Cinq7/Wagram Music.

## Historique de l'album
Le titre de l'album est une référence à Elleore, la micronation située dans le fjord de Roskilde au Danemark et d'une manière générale fait une part importante à des lieux géographiques reculés ou symboliques – souvent localisés dans les régions polaires ou froides – qui ont inspiré l'auteur (tels que le cap Farvel au Groenland, le Canada, ou Otago en Nouvelle-Zélande),.

## Liste des titres de l'album
1. Cap Farvel
2. Par le Canada
3. Nouvelles Vagues
4. Central Otago
5. Au revoir mon amour
6. Une autre vie
7. L'Océan
8. Semana Santa
9. Celle qui ne me quittera jamais
10. Passer nous voir
11. Éléor
12. Oklahoma 1932

L'album est accompagné d'un second disque intitulé Autour d'Éléor constituant des variations et études autour des thèmes musicaux et poétiques des titres principaux
1. Cernés par les falaises
2. Lente Ascension
3. Molly Drake
4. Le Long Nuage blanc
5. Deux fenêtres
6. Naissance d'Éléor
7. Aux sources d'Arma
8. Un sentier, la nuit
9. Un paysage
10. Brillance du mal
11. La Douceur
12. Une arrivée